# Quarta República da Coreia do Sul
A Quarta República da Coreia (hangul: 제4공화국; hanja: 第四共和國; rr: Je-sa Gonghwaguk) foi o governo oficial da Coreia do Sul que perdurou de novembro de 1972 até março de 1981.
A quarta república foi fundada com a aprovação da Constituição de Yushin após a passagem do referendo constitucional de 1972, codificando os poderes de facto ditatoriais do Presidente Park Chung-hee, sucedendo a Terceira República. Park e seu partido centralizaram de forma autoritária o poder até o assassinato do presidente Park em 26 de outubro de 1979. A quarta república entrou em um período de instabilidade no governo do sucessor de Park, Choi Kyu-hah, e escalou até a lei marcial ter sido declarada. Choi foi não oficialmente derrubado do poder por Chun Doo-hwan no Golpe de Estado de 12 de Dezembro de 1979 e se iniciou a repressão armada do Movimento Democrático de Gwangju que lutava contra a lei marcial. Chun lançou então o Golpe de Estado de 17 de Maio de 1980, estabelecendo uma ditadura militar sob o Conselho Nacional para a Reunificação e dissolvendo a Assembleia Nacional e foi eleito presidente na eleição de agosto de 1980.
A quarta república foi dissolvida com a adoção de uma nova constituição em março de 1981 e foi substituída pela Quinta República da Coreia.